# Pardosa pacata
Pardosa pacata är en spindelart som beskrevs av Fox 1937. Pardosa pacata ingår i släktet Pardosa och familjen vargspindlar.
Artens utbredningsområde är Hongkong (Kina). Inga underarter finns listade i Catalogue of Life.